# دیه‌گو خنتیله
دیه‌گو خنتیله (اسپانیایی: Diego Gentile‎؛ ۱۹ نوامبر ۱۹۷۶) بازیگر اهل آرژانتین است.
از فیلم‌هایی که وی در آن‌ها نقش داشته‌است، می‌توان به مارادونا، دست خدا و قصه‌های وحشی اشاره نمود.